# Santa Evita
Santa Evita és una novel·la de 1995 publicada  per l'escriptor argentí Tomás Eloy Martínez. Consisteix en una mescla de fets reals i ficció enfocats en la vida de la primera dama Argentina Eva Perón, seguint de la seva mort als 33 anys i la posterior destinació del seu cadàver embalsamat. El llibre es va convertir en un best seller a Argentina i ha estat traduït a múltiples idiomes. Cap a finalitats de 2007, al voltant del món ja s'havien venut més de 10 milions de còpies.

## Recepció
Michiko Kakutani del The New York Times va escriure que des del punt de vista de la història real de la vida d'Eva Perón, la novel·la sembla perfectament adequada per a la "marca de ficció al·lucinatoria" que utilitza l'autor, i agrega que "és una pena que la novel·la no sigui millor. Encara que la narrativa del Sr. Martínez es trobi animada per algunes jugades a pilota parada màgiques i molt perverses, també posseeix moments que realment il·luminen la intersecció estranya de la història, la xafarderia i la llegenda, fent que la novel·la en el seu conjunt se senti pesada i lligada a la terra. Al final, no se li dona al lector un sentit visceral de la vida d'Evita, ni una comprensió de la poderosa influència que ha exercit ella sobre la imaginació del país."